# سعود عبد الحميد
سعود عبد الله سالم عبد الحميد (مواليد 18 يوليو 1999) هو لاعب كرة قدم سعودي محترف يلعب في مركز الظهير مع نادي لانس الفرنسي على سبيل الإعارة من نادي روما الأيطالي.، والمنتخب السعودي.  جاء إعلان نادي روما الإيطالي 27 أغسطس 2024 بتوقيع عقد رسمي مع سعود عبد الحميد قادماً من فريق الهلال 4 مواسم، كخطوة تاريخية لكرة القدم السعودية، ليكون بذلك أول لاعب سعودي يحترف في الدوري الإيطالي.
في مسيرته الاحترافية سبق له تمثيل نادي الاتحاد ونادي الهلال في الدوري السعودي للمحترفين، ومثل المنتخب السعودي في دورة الألعاب الأولمبية الصيفية 2020 وكأس العالم 2022، وكأس آسيا 2023 .

## مسيرته الكروية
- لعب لنادي الإتحاد السعودي،[7][8] ثم انتقل إلى نادي الهلال السعودي مطلع عام 2022.
- شارك ضمن التشكيلة الأساسية للمنتخب السعودي الأول في كأس العالم 2022 في قطر.[9]
- في يوليو 2023 رفضت إدارة الهلال عرضًا رسميًّا تقدَّم به نادي كليرمون الفرنسي لضم سعود عبد الحميد على سبيل الإعارة مع أحقية الشراء.[10]
- تلقى في يونيو 2024 عرضاً من أستون فيلا الإنجليزي للانضمام إلى صفوفه.[11]
- في 27 أغسطس 2024، وقع عبد الحميد مع نادي روما في الدوري الإيطالي.[12]
- في 3 اغسطس 2025 ، انتقل سعود عبد الحميد إلى نادي نادي لانس الفرنسي في الدوري الفرنسي بنظام الإعارة مع خيار الشراء.

## الإحصائيات

### النادي
آخر تحديث 28 أغسطس 2024.
| النادي   | الموسم   | الدوري         | الدوري | الدوري  | كأس الملك | كأس الملك | قاري   | قاري    | أخرى   | أخرى    | المجموع | المجموع |
| النادي   | الموسم   | الدرجة         | الظهور | الأهداف | الظهور    | الأهداف   | الظهور | الأهداف | الظهور | الأهداف | الظهور  | الأهداف |
| -------- | -------- | -------------- | ------ | ------- | --------- | --------- | ------ | ------- | ------ | ------- | ------- | ------- |
| الاتحاد  | 2018–19  | الدوري السعودي | 15     | 0       | 5         | 0         | 2      | 0       | 0      | 0       | 22      | 0       |
| الاتحاد  | 2019–20  | الدوري السعودي | 24     | 1       | 1         | 0         | 4      | 0       | 4      | 0       | 33      | 1       |
| الاتحاد  | 2020–21  | الدوري السعودي | 28     | 1       | 2         | 0         | —      | 2       | 0      | 32      | 1       |         |
| الاتحاد  | 2021–22  | الدوري السعودي | 8      | 0       | 0         | 0         | —      | 1       | 0      | 9       | 0       |         |
| الاتحاد  | المجموع  | المجموع        | 75     | 2       | 8         | 0         | 6      | 0       | 7      | 0       | 96      | 2       |
| الهلال   | 2021–22  | الدوري السعودي | 13     | 0       | 3         | 0         | 5      | 0       | 2      | 0       | 23      | 0       |
| الهلال   | 2022–23  | الدوري السعودي | 27     | 1       | 3         | 0         | 5      | 0       | 4      | 0       | 39      | 1       |
| الهلال   | 2023–24  | الدوري السعودي | 32     | 3       | 5         | 1         | 12     | 0       | 8      | 0       | 57      | 4       |
| الهلال   | 2024–25  | الدوري السعودي | 0      | 0       | 0         | 0         | 0      | 0       | 2      | 0       | 2       | 0       |
| الهلال   | المجموع  | المجموع        | 72     | 4       | 11        | 1         | 22     | 0       | 16     | 0       | 121     | 5       |
| الإجمالي | الإجمالي | الإجمالي       | 147    | 6       | 19        | 1         | 28     | 0       | 23     | 0       | 217     | 7       |

1. 1 2 3 4 5  المباريات في دوري أبطال آسيا
2. 1 2 3  المباريات في كأس العرب للأندية الأبطال
3. ↑  المباريات في كأس العالم للأندية
4. ↑  مباراة واحد في كأس السوبر السعودي، وثلاث مباريات في كأس العالم للأندية
5. ↑  ست مباريات في كأس العرب للأندية الأبطال ومباراتين في كأس السوبر السعودي
6. ↑  المباريات في كأس السوبر السعودي

### المنتخب
آخر تحديث 11 يونيو 2024.
| المنتخب الوطني | العام   | الظهور | الأهداف |
| -------------- | ------- | ------ | ------- |
| السعودية       | 2019    | 4      | 0       |
| السعودية       | 2021    | 8      | 0       |
| السعودية       | 2022    | 14     | 1       |
| السعودية       | 2023    | 5      | 0       |
| السعودية       | 2024    | 5      | 0       |
| المجموع        | المجموع | 36     | 1       |

قائمة الأهداف والنتائج مع منتخب السعودية الأول.
| #  | التاريخ       | المكان                                               | الخصم   | الهدف | النتيجة | المسابقة |
| -- | ------------- | ---------------------------------------------------- | ------- | ----- | ------- | -------- |
| 1. | 6 نوفمبر 2022 | ملعب محمد بن زايد، أبو ظبي، الإمارات العربية المتحدة | آيسلندا | 1–0   | 1–0     | ودية     |

## الإنجازات
الهلال
- الدوري السعودي: 2021–22، 2023–24
- كأس الملك: 2022–23، 2023–24
- كأس السوبر السعودي: 2023، 2024[14]

السعودية تحت 20
- بطولة آسيا للشباب تحت 19 عاما: 2018

السعودية تحت 23
- كأس آسيا تحت 23 سنة: 2022

الفردية
- أفضل لاعب سعودي شاب في الشهر: أكتوبر 2020،[15] ديسمبر 2020[16]

## وصلات خارجية
- سعود عبدالحميد على موقع الاتحاد الأوربي (الإنجليزية)
- سعود عبدالحميد على موقع إي إس بي إن إف سي (الإنجليزية)
- سعود عبدالحميد على موقع قاعدة بيانات كرة القدم.إي يو (الإنجليزية)
- سعود عبدالحميد على موقع ليكيب (الفرنسية)
- سعود عبدالحميد على موقع ناشيونال فوتبول تيمز (الإنجليزية)
- سعود عبدالحميد على موقع Soccerbase.com (لاعب) (الإنجليزية)
- سعود عبدالحميد على موقع Soccerway.com (الإنجليزية)
- سعود عبدالحميد على موقع عالم كرة القدم.نت (الإنجليزية)
- سعود عبدالحميد على موقع كووورة
- سعود عبدالحميد على موقع أوليمبيديا (الإنجليزية)